# Паттерсон (Каліфорнія)
Паттерсон (англ. Patterson) — місто (англ. city) в США, в окрузі Станіслаус штату Каліфорнія. Населення — 23 781 особа (2020).

## Географія
Паттерсон розташований за координатами 37°28′24″ пн. ш. 121°8′38″ зх. д. / 37.47333° пн. ш. 121.14389° зх. д. (37.473445, -121.143985).  За даними Бюро перепису населення США в 2010 році місто мало площу 15,42 км², уся площа — суходіл.

## Демографія
Згідно з переписом 2010 року, у місті мешкало 20 413 осіб у 5630 домогосподарствах у складі 4647 родин. Густота населення становила 1324 особи/км².  Було 6328 помешкань (410/км²).
Расовий склад населення:
| - 49,6 % — білих - 6,3 % — чорних або афроамериканців - 5,2 % — азіатів - 1,4 % — вихідців з тихоокеанських островів - 1,1 % — корінних американців - 30,5 % — осіб інших рас |

До двох чи більше рас належало 5,9 %. Частка іспаномовних становила 58,6 % від усіх жителів.
За віковим діапазоном населення розподілялося таким чином: 33,8 % — особи молодші 18 років, 59,9 % — особи у віці 18—64 років, 6,3 % — особи у віці 65 років та старші. Медіана віку мешканця становила 29,1 року. На 100 осіб жіночої статі у місті припадало 101,1 чоловіків;  на 100 жінок у віці від 18 років та старших — 98,0 чоловіків також старших 18 років.
Середній дохід на одне домашнє господарство  становив 66 879 доларів США (медіана — 53 542), а середній дохід на одну сім'ю — 69 341 долар (медіана — 56 699). Медіана доходів становила 50 449 доларів для чоловіків та 36 250 доларів для жінок. За межею бідності перебувало 21,8 % осіб, у тому числі 30,1 % дітей у віці до 18 років та 10,2 % осіб у віці 65 років та старших.
Цивільне працевлаштоване населення становило 8100 осіб. Основні галузі зайнятості: роздрібна торгівля — 19,3 %, освіта, охорона здоров'я та соціальна допомога — 15,2 %, виробництво — 12,9 %.